# 圖們江中鮈
图们江中鮈（学名：Mesogobio tumenensis）为輻鰭魚綱鯉形目鲤科中鮈属的鱼类，俗名沙轱辘。在中国，分布于图们江干流的上游及嘎呀河、珲春河的上中游等，常栖息于一般喜生活在底质为砂或石砾的清水处。该物种的模式产地在图们江。

## 扩展阅读
維基物種上的相關：图们江中鮈